# 会員番号の唄
「会員番号の唄」（かいいんばんごうのうた）は、1986年に発表されたおニャン子クラブの楽曲。

## 解説
メンバーの自己紹介ソングとなっており、おニャン子クラブのメンバーが一人ひとり自己紹介していく形で曲は展開する。
メンバーの入替に合わせ、歌詞・メロディを改めて「新・会員番号の唄」「新・新会員番号の唄」が制作されている。
会員数が数十名に達していた当時のおニャン子クラブにおいて、一人ひとりのメンバーの顔や個性を印象づける役割を担った。
グループのイメージ（テーマ）ソングは、かつてモンキーズの「モンキーズのテーマ」、ザ・タイガースの「タイガースのテーマ」、メンバーの自己紹介ソングとしては、キャンディーズの「キャンディーズ」という前例があり、おニャン子クラブ以後も野猿の「We're the "YAEN"」、AKB48の「16人姉妹の歌」、SMAPの「FIVE RESPECT」・「CRAZY FIVE」、モーニング娘。の「女子かしまし物語」が制作されている。

## リリース
「会員番号の唄」が1986年3月1日に吉沢秋絵のシングル「季節はずれの恋」のカップリング。「新・会員番号の唄」が1986年9月10日に同様に吉沢秋絵のシングル「鏡の中の私」のカップリングとして発表。2作とも両面ジャケット仕様であり、両A面シングル的なデザインになっている。最後に「新・新会員番号の唄」が1987年2月21日におニャン子クラブのアルバム『SIDE LINE』の収録曲としてそれぞれ発表された。
カップリング曲ではあるものの、『夕やけニャンニャン』やコンサートにおいて度々歌われたため知名度は高い。
以上のように各曲はバラバラに発表されているが、ベスト・アルバム『おニャン子クラブ SINGLESコンプリート』『MYこれ!クション おニャン子クラブBEST』では3曲が続けて収録されている。
シングル「季節はずれの恋」の発売当時に制作された販促用ポスターにおいて、カップリング曲の「会員番号の唄」をメインに表記したものが存在する。
「会員番号の唄」は、イントロで「33回転だよ〜ん」という福永恵規の声から始まる。これはEP盤でありながら再生時間が7分20秒と非常に長いため、通常45回転のところを33回転で収録されているためであり、「レコードの回転数を33回転に落として再生してください」という意味で吹き込まれている。そのため一般のレコードに比べ、音質はやや悪い。2001年発売の『MYこれ!クション おニャン子クラブBEST』では、デジタルリマスター処理して収録されたため音が鮮明になった。
以上のスタジオテイクとは別に、ライブ・アルバム『おニャン子Sailing夢工場'87LIVE』では「新・新会員番号の唄」のコンサートテイクが収録されている。

## 各曲概要
1. 会員番号の唄（7分20秒） *吉沢秋絵Sg「季節はずれの恋」カップリング
  - 作詞:秋元康／作曲・編曲:見岳章
  - 会員番号33番布川智子までが参加。中島美春、河合その子のパートは、直後に卒業を控えていたため、それを踏まえた歌詞となっている。
  - 「起立! 礼! 着席!」の号令は吉沢秋絵の声。
  - 「Ah 花のおニャン子クラブ」の振付は、両指で「鼻」を指すポーズである。
  - 当初のテレビ披露では多くのメンバーが「会員ナンバー○番」と言っていたが、後に「会員番号○番」に統一された。1986年2月から3月までのおニャン子の舞台裏を追ったDVD『バックステージ』でも、「会員番号会員番号……」と練習するメンバーの姿や、立見が「会員番号ですので」とスタッフから忠告を受ける場面などが映されている。しかし、立見は最終公演の日本武道館コンサートにおいても「会員ナンバー」と発している。『夕やけニャンニャン』内では「会員ナンバー」の方を通称として用いていた。
  - 初期の振付練習の様子が、上述のDVD『バックステージ』に収められている。
  - 1986年春のツアー「全国縦断コンサート "あぶな〜い課外授業"」で披露された。
  - 解散コンサートで本曲が再び取り上げられた際には、新しいメンバーから古いメンバーへ番号を遡るように演出され、卒業生にもパートが振り分けられた。歌詞は新たに作られたものであるが、オリジナルメンバーの歌詞は元の「会員番号の唄」の詞を踏まえたものとなっている。
2. 新・会員番号の唄（7分23秒） *吉沢秋絵Sg「鏡の中の私」カップリング
  - 作詞:遠藤察男／作曲・編曲:見岳章
  - 会員番号40番生稲晃子までが参加。
  - 新田・名越・福永ら第2回卒業生が参加した最後の曲。ただし前作以上にキャラクター重視の歌詞で、歌詞中では卒業に触れられていない。
  - 『夕やけニャンニャン』での披露は、1986年9月放送の後楽園ホール中継で一度歌われたのみである。
  - 1986年夏のツアー「全国縦断コンサート "おニャン子PANIC"」で披露。
3. 新・新会員番号の唄（8分49秒） *おニャン子クラブAL『SIDE LINE』に収録
  - 作詞:遠藤察男／作曲・編曲:見岳章
  - 会員番号47番山森由里子まで参加しており、シリーズ最長の収録時間。
  - アルバム収録曲としてリリースされているため、前作まであった「33回転」の説明はない。
  - 1987年春のツアー「卒業記念1987おニャン子クラブSPRINGコンサート "おニャン子Sailing・夢工場"」で披露された。このコンサートでは、会員番号B組3番（51番）宮野久美子までが参加している。